# Helge
Pour les articles homonymes, voir Helge (homonymie).
Helge (mort avant 909) était un roi danois de la fin du IXe siècle et du début du Xe siècle. Sa parenté avec les anciens souverains est inconnue.

## Éléments de biographie
Le chroniqueur Adam de Brême  mentionne que selon  Sven Estridsen,  les rois danois « Gottfried et  Sigfred » furent tués au cours d'un combat contre les Francs d'Arnulf de Carinthie, sans doute en 891 lors de la bataille de Louvain, et qu'ils furent suivis sur le trône par un certain  Helge. Adam de Brême précise également que Helge fut « aimé de son peuple pour son esprit de justice et pour ses saintes mœurs  ». Toujours selon les informations de Sven Estridsen Olof, qui venait de Suède, s'établit ensuite au Danemark et conquiert le royaume par la force des armes.